# Dobrzewy
Dobrzewy – wieś w Polsce położona w województwie łódzkim, w powiecie kutnowskim, w gminie Oporów.
Własność prywatna Józefa Sołłohuba. Po jego śmierci, bratanka Jana Michała Sołłohuba.
W latach 1975–1998 miejscowość administracyjnie należała do województwa płockiego.